# Parisa Arab
Parisa Arab (* 24. Dezember 1992) ist eine iranische Leichtathletin, die im Mittel- und Langstreckenlauf an den Start geht.

## Sportliche Laufbahn
2018 wurde Parisa Arab iranische Hallenmeisterin über 1500 und 3000 Meter und qualifizierte sich damit für die  Hallenasienmeisterschaften in Teheran, bei denen sie im 1500-Meter-Lauf sowie im 3000-Meter-Lauf den fünften Platz belegte. 2024 gelangte sie bei den Hallenasienmeisterschaften ebendort mit 9:47,92 min auf den fünften Platz über 3000 Meter.
2019 wurde Arab iranische Meisterin im 5000-Meter-Lauf und 2024 erneut Hallenmeisterin über 3000 Meter.

## Persönliche Bestleistungen
- 1500 Meter: 4:44,48 min, 5. Januar 2018 in Teheran
  - 3000 Meter (Halle): 9:44,31 min, 24. Januar 2024 in Teheran (iranischer Rekord)
- 5000 Meter: 16:44,42 min, 10. Oktober 2021 in Teheran
- 10.000 Meter: 34:19,12 min, 13. Oktober 2023 in Teheran (iranischer Rekord)